# Passy-sur-Marne
Passy-sur-Marne ist eine französische Gemeinde mit 139 Einwohnern (Stand 1. Januar 2022) im Département Aisne in der Region Hauts-de-France; sie gehört zum Arrondissement Château-Thierry und zum Kanton Essômes-sur-Marne.

## Geografie

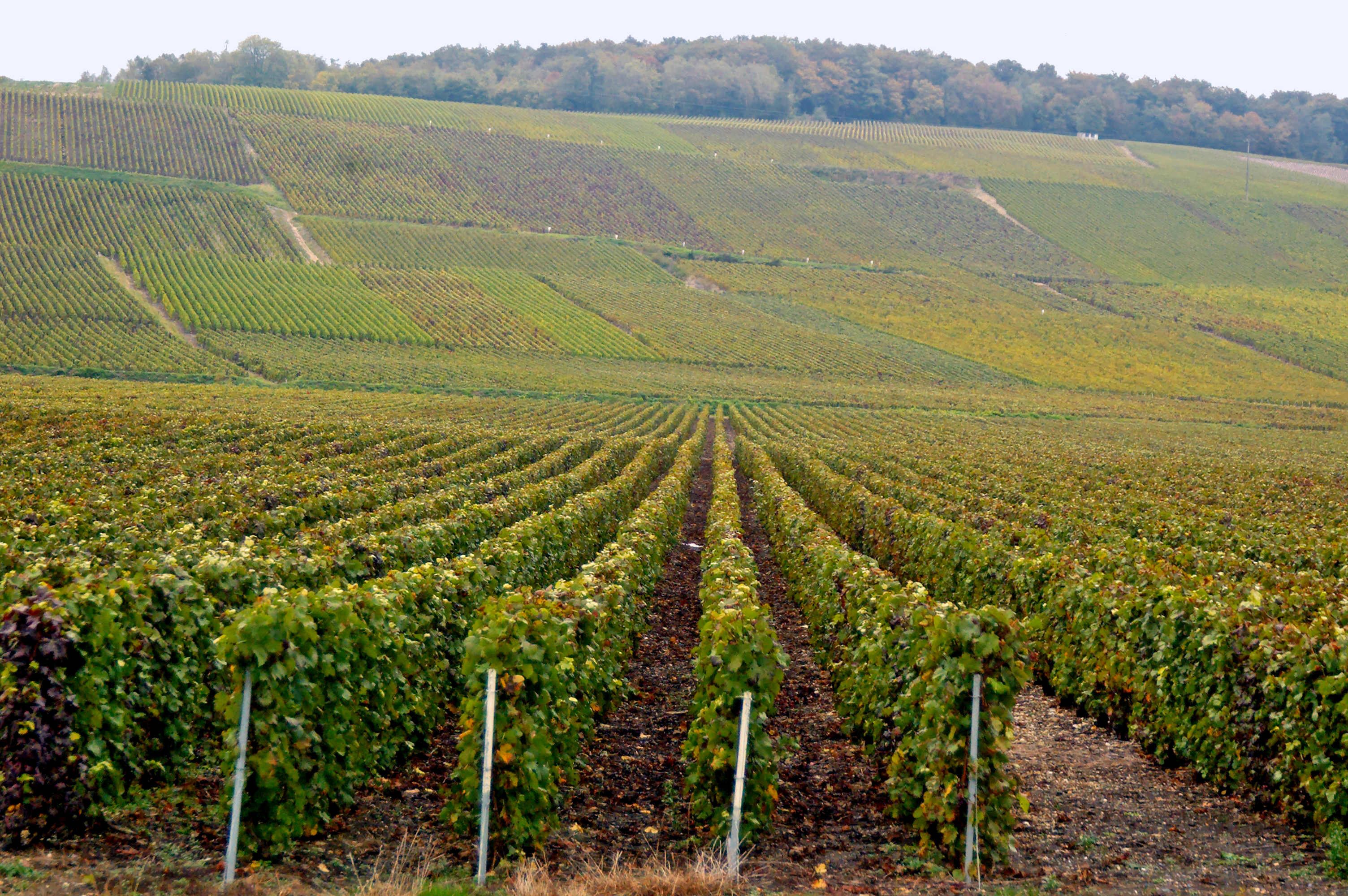
Weinberge in Passy-sur-Marne

Die Gemeinde Passy-sur-Marne liegt 35 Kilometer südwestlich von Reims am rechten Ufer des Flusses Marne. Die Weinreben an den Hängen des Marnetales gehören zur Großregion Vallée de la Marne innerhalb des Weinbaugebietes Champagne. Im Osten grenzt das Gemeindegebiet an das Département Marne in der Region Champagne-Ardenne.

## Bevölkerungsentwicklung
| Jahr                       | 1962 | 1968 | 1975 | 1982 | 1990 | 1999 | 2006 | 2015 | 2022 |
| Einwohner                  | 121  | 135  | 143  | 131  | 121  | 112  | 149  | 132  | 139  |
| Quellen: Cassini und INSEE |      |      |      |      |      |      |      |      |      |

## Sehenswürdigkeiten
- Kirche Saint-Éloi mit Ursprung im 13. Jahrhundert, Monument historique[1]

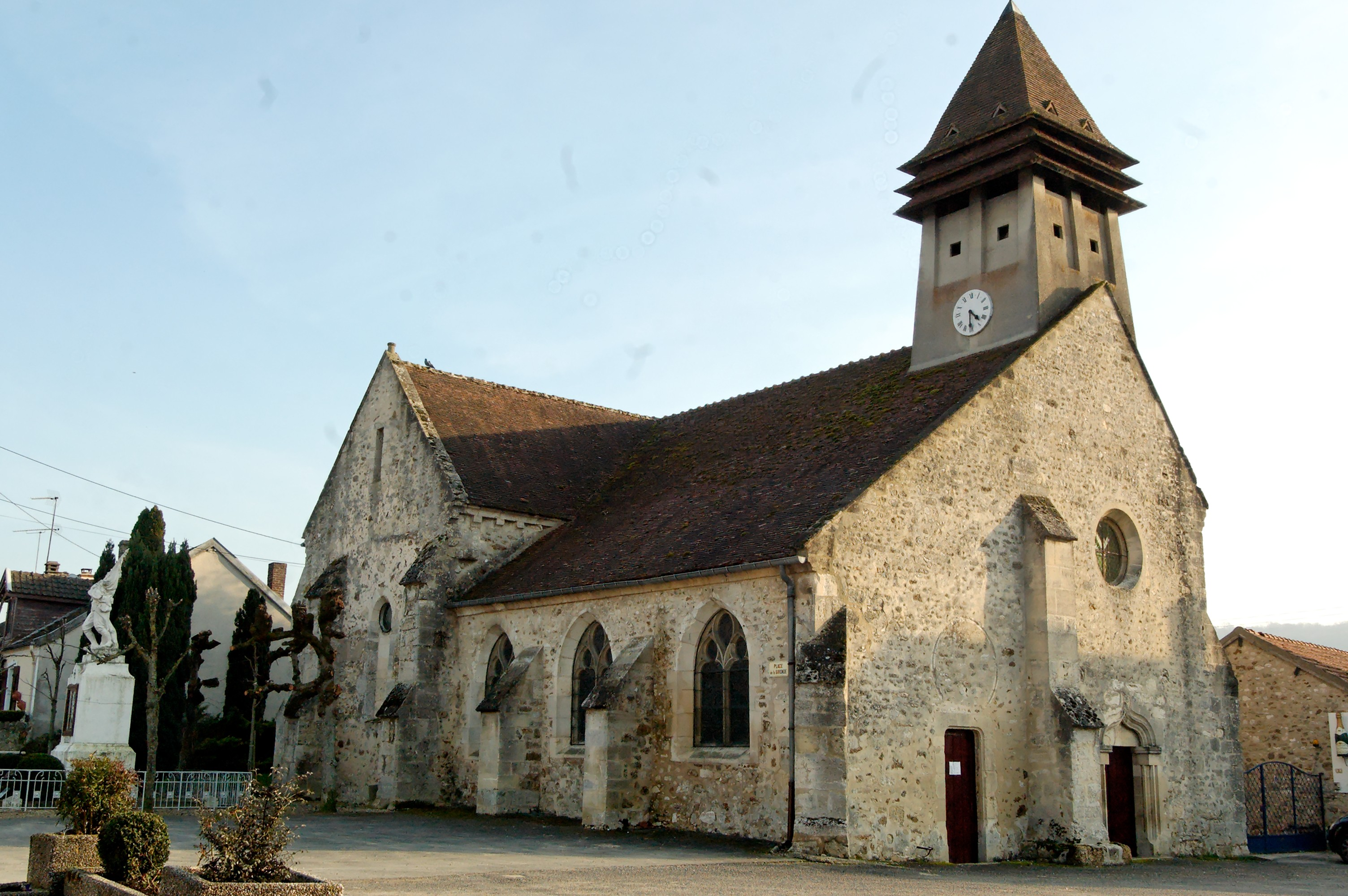
Kirche Saint-Éloi
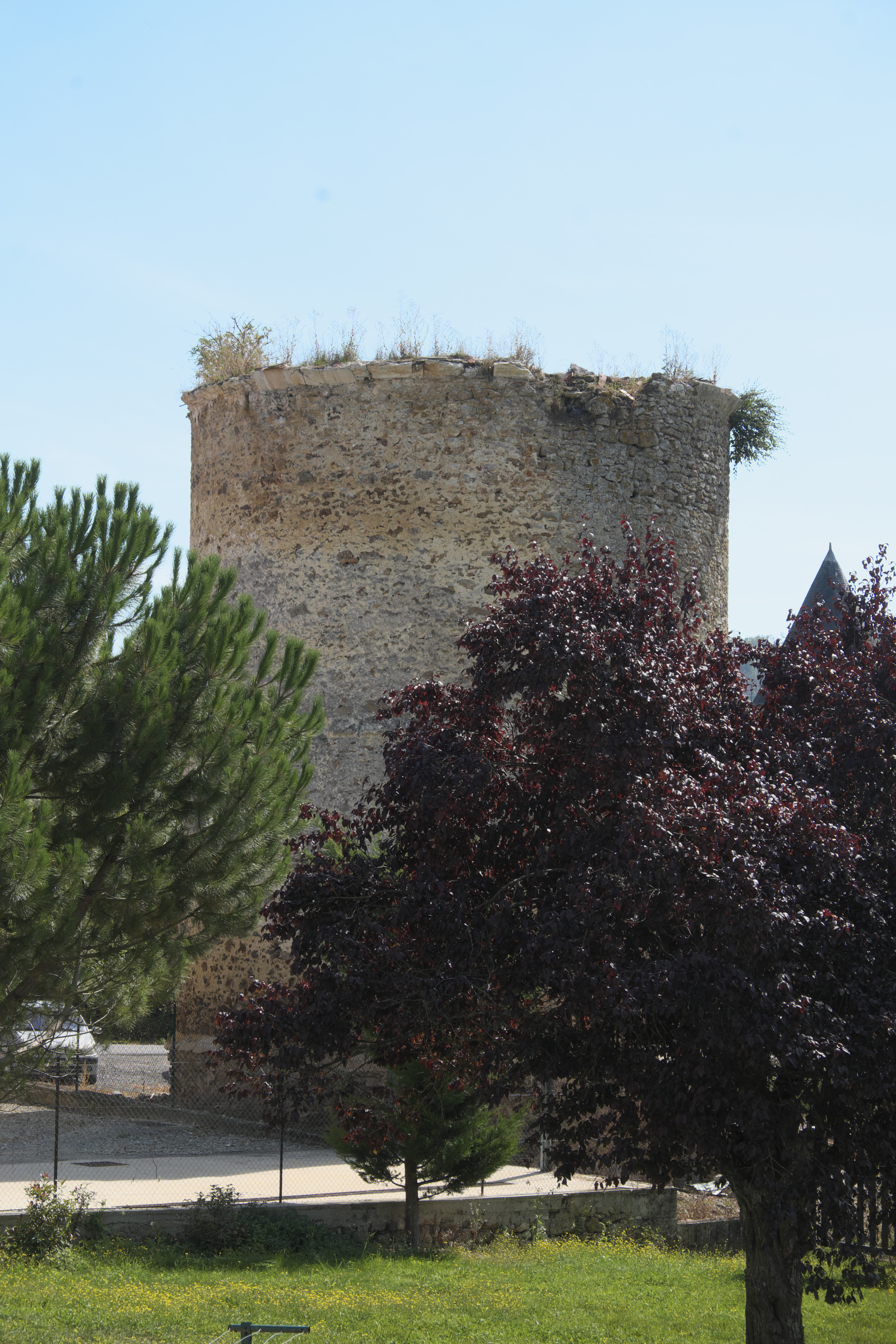
Alter Burgturm